# St.-Marien-Kirche (Hemme)

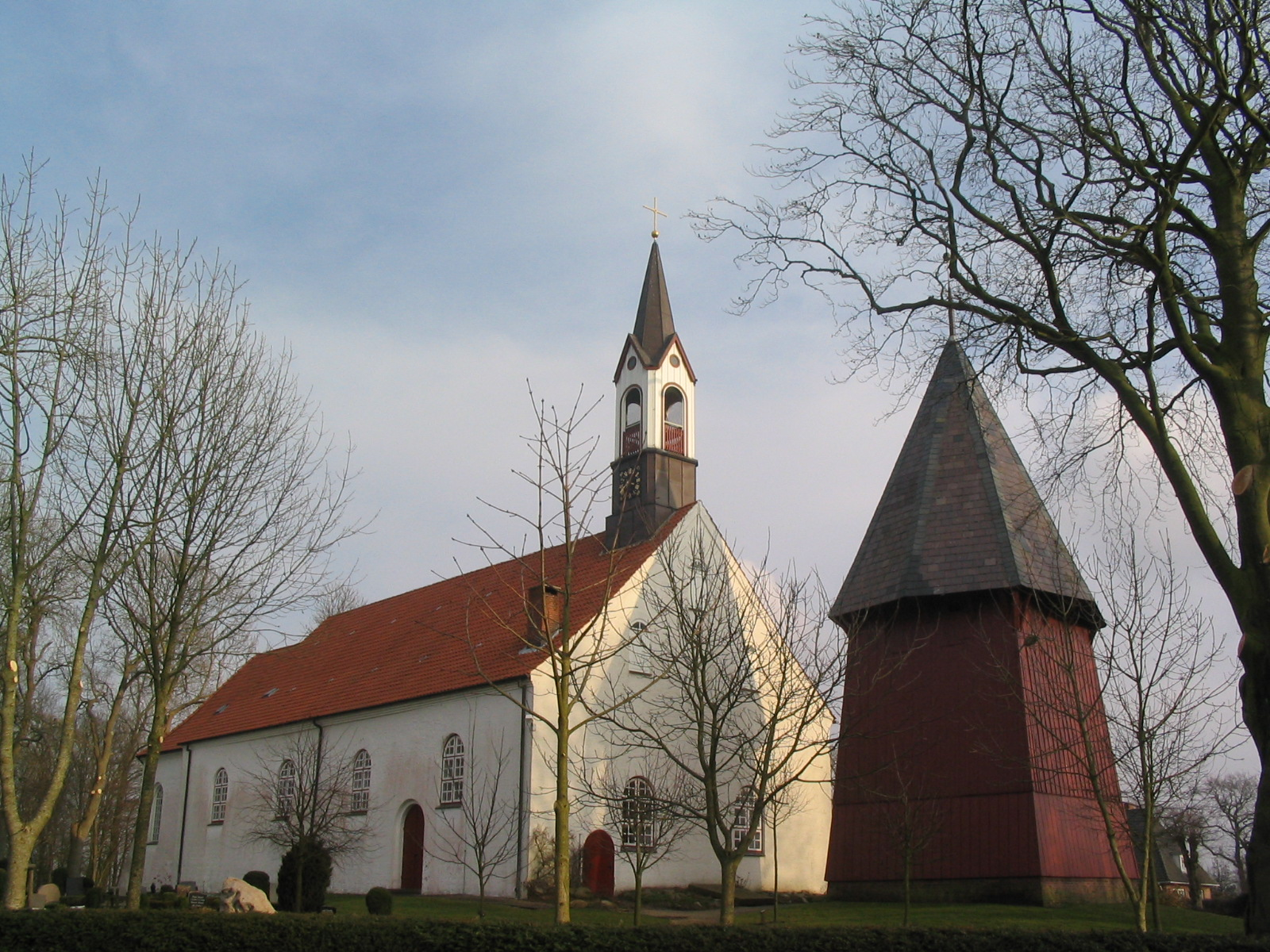
St. Marien-Kirche (Hemme)

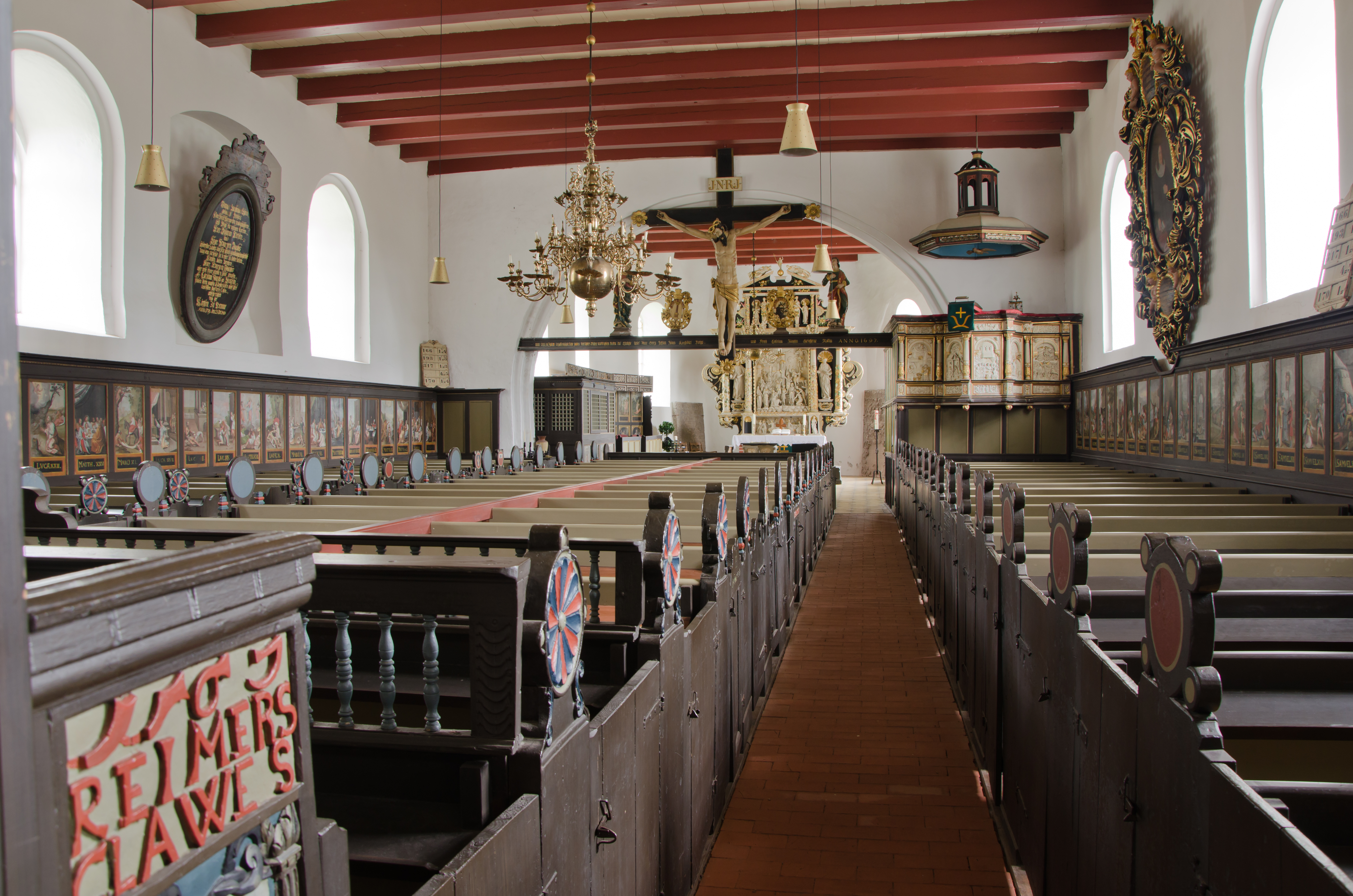
Innenansicht

Die St.-Marien-Kirche ist ein geschütztes Kulturdenkmal mit der Objekt-ID 2663 im Denkmalschutzgesetz in Hemme, einer Gemeinde im Kreis Dithmarschen in Schleswig-Holstein. Die Kirchengemeinde gehört zum Kirchenkreis Dithmarschen der Evangelisch-Lutherischen Kirche in Norddeutschland.

## Beschreibung
Die Saalkirche wurde im 14. Jahrhundert erbaut. Sie besteht aus einem Langhaus und einem eingezogenen, dreiseitig geschlossenen, von Strebepfeilern gestützten Chor im Osten. Davor im Westen steht ein Glockenstapel. Aus dem Satteldach des Langhauses erhebt sich im Westen ein Dachreiter, der eine Turmuhr beherbergt, und der über einem offenen Aufsatz mit einem spitzen Helm bedeckt ist.
Der Innenraum des Langhauses ist von einer Holzbalkendecke überspannt. Zur Kirchenausstattung gehören ein Altaraufsatz von 1622, der auf dem mittelalterlichen Stipes aus Backsteinen steht, die 1567 gebaute hölzerne Kanzel und das um 1630 errichtete steinerne Taufbecken, das Henning Claussen zugeschrieben wird. Die Wände des Chors und des Kirchenschiffs sind mit Holz vertäfelt, auf das in der zweiten Hälfte des 17. Jahrhunderts Szenen des Alten und Neuen Testaments gemalt wurden. Den Pastorenstuhl von 1709 im Chor zieren Tugendallegorien.
Die Orgel auf der Empore wurde 1873 von Marcussen & Søn gebaut.